# Phoradendron mucronatum
Phoradendron mucronatum är en sandelträdsväxtart som först beskrevs av Dc., och fick sitt nu gällande namn av Kr. & Urb.. Phoradendron mucronatum ingår i släktet Phoradendron och familjen sandelträdsväxter. Inga underarter finns listade i Catalogue of Life.